# Львівська газета
«Львівська газета» — у минулому українська інтернет-газета що проіснувала у друкованому форматі з 2002 по 2016 рік. З 1 січня 2016 року газета закрила друковану щотижневу версію часопису й перейшла у виключно онлайн версію на сайті gazeta.lviv.ua який проіснував до грудня 2018 року. Після закриття «Львівської газети» у 2016 році на ринку львівської преси залишилися чотири друковані суспільно-політичні газети — «Експрес», «Високий Замок», «Львівська Пошта» та комунальний тижневик «Ратуша».
Починаючи з 2021 вебадресу видання захопили невідомі й відтоді за адресою gazeta.lviv.ua працює нелегальне інтернет-казино.

## Історія
Щоденна «Львівська газета» була заснована 2002 року з ініціативи львівського бізнесмена Ярослава Рущишина та культурного діяча Маркіяна Іващишина. Першим головним редактором видання був Олег Онисько. 2005 року газету придбав власник мережі супермаркетів «Арсен» та «Інтермаркет» Роман Шлапак, який переформатував її на тижневик. 
2010 року видання перейшло під контроль Богдана та Ярослава Дубневичів, народних депутатів від БПП «Солідарність». 2011 року видання перезапустило сайт gazeta.lviv.ua.
Газета «Львівська газета. Вісник міста» припинила вихід друкованої версії часопису 1 січня 2016 року. Директором та головним редактором видання, на той час, була Ірина Гамрищак. З початку 2016 року редакція «Львівської газети» зосередилася виключно на розвитку інтернет-видання «Львівська газета. Online» за адресою gazeta.lviv.ua. Наприкінці грудня 2018 року вебсайт видання почав перенаправляти з gazeta.lviv.ua на сайт galnet.fm, а згодом у 2021 році доменне ім'я сайту газети було захоплено невідомими злочинцями які скоїли так званий domain hijacking й відтоді за адресою gazeta.lviv.ua працює нелегальне інтернет-казино.